# Antoine Furetière
Antoine Furetière (Parigi, 28 dicembre 1619 – Parigi, 14 maggio 1688) è stato un abate e scrittore francese.

## Biografia
Studiò legge, diritto civile e canonico, e fu avvocato al Parlamento di Parigi per un periodo ed acquistò la carica di procuratore fiscale dell'Abbazia di Saint-Germain-des-Prés, prima di prendere gli ordini, ma non esercitò mai il ministero sacerdotale, pur beneficiando di alcune rendite come quelle dell'Abbazia di Chalivoy-Milon. Dopo varie promozioni, nel 1662, divenne abate di Chalivoy, nella diocesi di Bourges. Nei periodi di riposo si dedicò alle lettere e in virtù delle sue satire - Nouvelle Allégorique, ou histoire des derniers troubles arrivés au royaume d'éloquence (1658) e Voyage de Mercure (1653) - fu ammesso come membro dell'Académie française nel 1662.
Fu amico di Racine e di Boileau, che non l'abbandonarono neppure quando scoppiò lo scandalo del Dictionnaire, e fece parte del circolo letterario della Rue du Vieux-Colombier insieme a Molière e a La Fontaine. Tutti questi scrittori si trovavano d'accordo sull'esigenza di reagire al linguaggio esagerato ed agli ideali eccessivi della poesia di Ronsard e dei romanzi di Honoré d'Urfé, e in Furetière questa protesta, unita ad un acuto spirito di osservazione, si tradusse nel buon senso borghese, nel realismo moderato e nella brillante malizia delle sue prime composizioni, quali ad esempio l'Allégorie des Troubles du Royaume de l'Eloquence (1658), poemetto allegorico e burlesco, nel quale si dimostrò particolarmente aggressivo contro il cattivo gusto linguistico, dove la principessa Retorica scaccia Antitesi, Iperbole ed Allusioni per affidarsi interamente al Buon Senso.
Dopo essere stato ammesso all'Accademia iniziò a lavorare alacremente per il Dictionnaire che era stato cominciato da quella istituzione venti anni prima. Ma, irritato dalla lentezza dei lavori e dalla mediocrità di alcuni collaboratori, Furetière decise di elaborare per proprio conto un'opera analoga. Nacque così il Dictionnaire Universel, un'opera monumentale, che rappresenta ancora oggi un'autorità nel campo della storia della lingua francese e la sola vera enciclopedia del francese fino al XVII secolo.
L'accademia aveva promesso già da tempo un dizionario completo della lingua francese e, quando i membri, nel 1684 videro la pubblicazione del primo saggio del Dizionario di Furetière, intervennero asserendo che egli aveva rubato materiale dai loro archivi e che solamente loro possedevano il privilegio esclusivo di pubblicare un tale libro.
Dopo molte recriminazioni da ambo i lati, Furetière fu espulso nel 1685 e dovette comparire per giustificarsi davanti al Consiglio privato del Re, ma si prese la rivincita con la satira Couches de l'académie (Amsterdam, 1687). Il suo Dictionnaire universel fu pubblicato postumo nel 1690 (Rotterdam, 2 voll.). Venne rivisto e perfezionato dal giurista protestante Henri Basnage de Beauval (1656-1710), che pubblicò un'edizione in tre volumi nel 1701, e fu sostituito solo dalla compilazione, nota come il Dictionnaire de Tévoux (Parigi, 1704, 3 vol.; VII ed., 1771, 5 vol.), che fu di fatto poco più di una ristampa dell'edizione di Basnage. La risposta che Furetière diede a tutte queste accuse è contenuta in una serie di libelli, di cui i più noti sono i Factums (pubblicati nel 1688), dove a sua volta, lo scrittore attaccò i suoi ex-confratelli dell'Accademia con la critica, l'ironia, la satira.
Furetière scrisse anche Le Roman Bourgeois (1666), che mette in ridicolo il romanticismo alla moda di Madeleine de Scudéry e di Gauthier de Costes, signore de la Calprenède, e descrive la vita di ogni giorno dei nobili del suo tempo.
Mai, prima di allora, la nobiltà era stata oggetto di una analisi così minuziosa ed esatta: difatti lo scrittore ne colse i costumi, le abitudini, i sentimenti, il linguaggio e persino il vestiario, l'arredamento e il modo di preparare un pranzo. Il romanzo rappresentò dunque uno dei primi esempi di realismo. Una raccolta, Fureteriana, uscì a Parigi otto anni dopo la sua morte.